# Élections législatives albanaises de 2017
Les élections législatives albanaises de 2017 (en albanais : Zgjedhjet parlamentare në Shqipëri, 2017) ont lieu le dimanche 25 juin 2017 afin d'élire les 140 députés de la IXe législature de l'Assemblée pour un mandat de quatre ans.
Le scrutin voit la victoire du Parti socialiste d'Albanie (PSSh), qui remporte la majorité absolue des sièges.

## Contexte
Au cours des élections législatives du 23 juin 2013, l'Alliance pour une Albanie européenne (ASE), de centre gauche, remporte la majorité absolue. Formée au tour du Parti socialiste d'Albanie (PSSh) de l'ancien maire de Tirana Edi Rama et du Mouvement socialiste pour l'intégration (LSI) de l'ancien ministre des Affaires étrangères Ilir Meta, elle réunit plus de 57 % des suffrages exprimés et 83 députés sur 140. Elle devance largement l'Alliance pour l'emploi, le bien-être et l'intégration (APMI), de centre droit, constituée par le Parti démocrate d'Albanie (PDSh) du Premier ministre Sali Berisha. Elle ne rassemble que 39,5 % des voix et 57 parlementaires.
Un mois après le scrutin, Berisha renonce à la présidence du PDSh. Il cède cette fonction au maire de Tirana Lulzim Basha, représentant de la nouvelle génération démocrate. Le 15 septembre, Edi Rama constitue un gouvernement de 21 ministres, dont six femmes, répartis entre 15 membres du PSSh et cinq membres du LSI.
Les élections municipales du 21 juin 2015 confirment cette répartition des forces politiques. L'ASE totalise plus de 63 % des voix, dont 25,8 % pour le PSSh et 16,6 % pour le LSI. L'Alliance populaire pour le travail et la dignité (APPD), nouvelle coalition créée par le PDSh, recueille 32,5 %, dont 20,3 % pour le Parti démocrate. À Tirana, le ministre socialiste de la Jeunesse Erion Veliaj est élu maire avec 53,6 % des voix et obtient 42 conseillers municipaux sur 61, tandis que l'ancienne ministre démocrate Halim Kosova reçoit 39 % des suffrages et 19 élus. À Durrës, deuxième ville d'Albanie, le socialiste Vangjush Dako obtient 57 % des voix et 35 sièges sur 51, contre 43 % et 16 représentants pour Grida Duma, ancienne vice-ministre de l'Intégration européenne issue du PDSh.
Ilir meta, président de l'Assemblée, est élu le 28 avril 2017 président de la République au quatrième tour de scrutin et avec le soutien de la seule majorité parlementaire. Aux trois premiers tours, 84 voix étaient nécessaires pour obtenir la présidence, mais personne ne s'était présenté du fait de l'absence de consensus entre la coalition au pouvoir et l'opposition,.
Alors que le Parti démocrate avait fait part de son intention de boycotter les élections législatives, un accord est conclu le 18 mai 2017 avec le Parti socialiste. Il prévoit le report du scrutin au 25 juin et la désignation de ministres, du président de la commission électorale centrale, du médiateur et de certains directeurs d'entreprises publiques et administrations centrales par l'opposition. Les noms des nouveaux vice-Premier ministre, ministre de l'Intérieur, de la Justice, des Finances, de l'Éducation, de la Santé et du Bien-être social sont annoncés quatre jours après.

## Système électoral
L'Albanie est une république parlementaire dotée d'un système monocaméral. Son unique chambre, l'Assemblée (en albanais : Kuvendi), est composée de 140 sièges élus selon un mode de scrutin proportionnel dans 12 circonscriptions correspondants aux régions administratives de l'Albanie, à raison de 4 à 32 sièges par circonscription selon leur population. Les seuils minimum de voix pour obtenir une représentation au parlement sont fixés à 3 % pour les partis politiques et à 5 % pour les coalitions. Le vote n'est pas obligatoire.

## Campagne

### Principales forces en présence
| Force politique | Force politique                                                         | Idéologie                                           | Dirigeant                 |
| --------------- | ----------------------------------------------------------------------- | --------------------------------------------------- | ------------------------- |
|                 | Parti socialiste d'Albanie Partia Socialiste e Shqipërisë               | Centre gauche Social-démocratie, social-libéralisme | Edi Rama Premier ministre |
|                 | Parti démocrate d'Albanie Partia Demokratike e Shqipërisë               | Centre droit Libéral-conservatisme                  | Lulzim Basha              |
|                 | Mouvement socialiste pour l'intégration Lëvizja Socialiste për Integrim | Centre gauche Social-démocratie, progressisme       | Petrit Vasili             |

## Résultats
|                           |                                                     |           |       |        |               |  |  |  |  |  |  |  |  |  |
| Partis                    | Partis                                              | Voix      | %     | Sièges | +/-           |  |  |  |  |  |  |  |  |  |
|                           | Parti socialiste d'Albanie                          | 764 750   | 48,34 | 74     | 9             |  |  |  |  |  |  |  |  |  |
|                           | Parti démocrate d'Albanie                           | 456 413   | 28,85 | 43     | 7             |  |  |  |  |  |  |  |  |  |
|                           | Mouvement socialiste pour l'intégration             | 225 901   | 14,28 | 19     | 3             |  |  |  |  |  |  |  |  |  |
|                           | Parti de la justice, de l'intégration et de l'unité | 76 069    | 4,81  | 3      | 1             |  |  |  |  |  |  |  |  |  |
|                           | Liste libre                                         | 19 806    | 1,25  | 0      | Nv            |  |  |  |  |  |  |  |  |  |
|                           | Parti social-démocrate                              | 14 993    | 0,95  | 1      | 1             |  |  |  |  |  |  |  |  |  |
|                           | Nouvel Esprit démocratique                          | 5 146     | 0,33  | 0      | en stagnation |  |  |  |  |  |  |  |  |  |
|                           | Défis pour l'Albanie                                | 3 546     | 0,22  | 0      | Nv            |  |  |  |  |  |  |  |  |  |
|                           | Parti républicain                                   | 3 225     | 0,20  | 0      | 3             |  |  |  |  |  |  |  |  |  |
|                           | Parti de la démocratie sociale                      | 2 473     | 0,16  | 0      | en stagnation |  |  |  |  |  |  |  |  |  |
|                           | Parti démocratique chrétien                         | 2 421     | 0,15  | 0      | 1             |  |  |  |  |  |  |  |  |  |
|                           | Parti pour le futur de la minorité grecque          | 2 287     | 0,14  | 0      | en stagnation |  |  |  |  |  |  |  |  |  |
|                           | Alliance populaire pour la justice                  | 1 505     | 0,10  | 0      | Nv            |  |  |  |  |  |  |  |  |  |
|                           | Parti communiste                                    | 1 026     | 0,06  | 0      | en stagnation |  |  |  |  |  |  |  |  |  |
|                           | Union chrétienne démocratique                       | 924       | 0,06  | 0      | Nv            |  |  |  |  |  |  |  |  |  |
|                           | Alliance chrétienne démocratique                    | 767       | 0,05  | 0      | en stagnation |  |  |  |  |  |  |  |  |  |
|                           | Alliance démocratique                               | 547       | 0,03  | 0      | en stagnation |  |  |  |  |  |  |  |  |  |
|                           | Alliance nationale                                  | 351       | 0,02  | 0      | en stagnation |  |  |  |  |  |  |  |  |  |
|                           |                                                     |           |       |        |               |  |  |  |  |  |  |  |  |  |
| Suffrages exprimés        | Suffrages exprimés                                  | 1 582 150 | 98,04 |        |               |  |  |  |  |  |  |  |  |  |
| Votes blancs et invalides | Votes blancs et invalides                           | 31 660    | 1,96  |        |               |  |  |  |  |  |  |  |  |  |
| Total                     | Total                                               | 1 613 810 | 100   | 140    | en stagnation |  |  |  |  |  |  |  |  |  |
| Abstentions               | Abstentions                                         | 1 838 514 | 55,25 |        |               |  |  |  |  |  |  |  |  |  |
| Inscrits / participation  | Inscrits / participation                            | 3 452 324 | 46,75 |        |               |  |  |  |  |  |  |  |  |  |